# IC 2441/1
IC 2441/1 је елиптична галаксија у сазвијежђу Рак која се налази на листи објеката дубоког неба у Индекс каталогу.
Деклинација објекта је + 22° 51' 18" а ректасцензија 9h 10m 1,8s. Привидна величина (магнитуда) објекта IC 2441 износи 14,3 а фотографска магнитуда 15,3. IC 24411 је још познат и под ознакама MCG 4-22-20, CGCG 121-30, VV 707, PGC 25844.